# 메르귀 제도

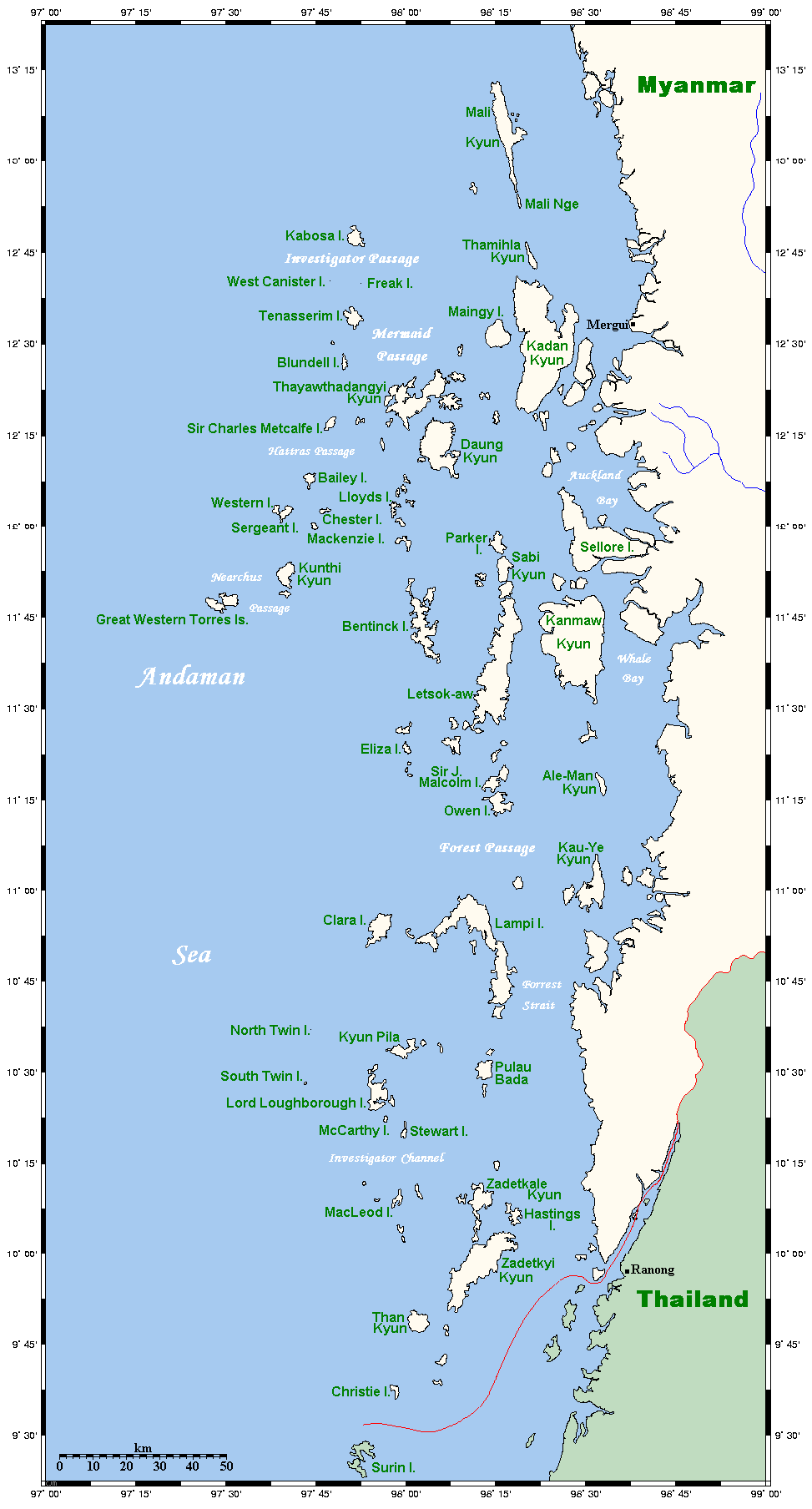
메르귀 제도의 지도

메르귀 제도(버마어: မြိတ်ကျွန်းစု, Mergui Archipelago)는 미얀마 남쪽 끝에 위치한 열도이다. 800개 이상의 섬으로 이루어져 있고 크기는 아주 작은 것부터 수백 평방미터까지 다양하다. 섬들은 모두 말레이 반도 서쪽의 안다만해에 놓여있다. 가끔 가다가 파슈 제도(Pashu Islands)로 부르기도 하는데 말레이 주민들이 이곳을 파슈라고 부르기 때문이다.
지질학적으로 섬은 주로 석회암과 화강암으로 이루어져 있다. 섬들은 대부분 열대우림으로 덮여있고 해안선에는 해변, 바위로 된 곶, 맹그로브가 있다. 앞바다에는 광대한 산호초가 있다.
열도는 사실상 사람들의 영향으로부터 격리되어있기 때문에 자연 환경이 잘 남아있고 다양한 동식물이 서식하고 있다.
지역 주민으로는 모켄족으로 불리는 소수민족이 살고 있다.